# Michaił Kiedrow (reżyser)
Michaił Nikołajewicz Kiedrow (ros. Михаил Николаевич Кедров, ur. 2 stycznia 1894 w Moskwie, zm. 22 marca 1972 tamże) – rosyjski aktor i reżyser.
W 1924 został aktorem i reżyserem w MChAT. Zagrał m.in. role Maniłowa w Martwych duszach Gogola i Tartuffe'a w Świętoszku Moliera. W 1939 wystawił Świętoszka, w 1947 Wujaszka Wanię Czechowa, a w 1967 Rewizora Gogola. Poza tym był pedagogiem w studiach aktorskich MChAT.